# 陈承贵
陈承贵（1950年—），山东荷泽人，汉族，中华人民共和国政治人物、第十一届全国人民代表大会黑龙江地区代表。
毕业于北京师范大学马列主义哲学专业，是中共党员。担任佳木斯大学校长。2008年起担任全国人大代表。